# Famille von Rathsamhausen
 (août 2024).
La famille von Rathsamhausen est une famille noble alsacienne nommée dès le XIIe siècle.

## Historique

### Les premiers de la lignée

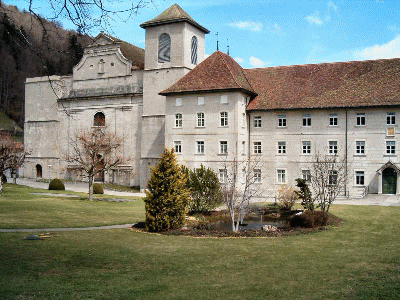
Abbaye de Bellelay en Suisse

Le premier qui apparaît dans l'histoire est Henri de Ratzenhusen, advocatus de Schletstadt (Sélestat), lequel signe comme témoin dans un diplôme, daté de Haguenau en 1219, signé par Frédéric II en faveur des bourgeois de Molsheim. Il est encore témoin dans l'acte de 1227, par lequel Henri VII permet aux citoyens de Bâle d'acquérir et de posséder des fiefs. En 1242, Jacques et Henri de Rathsamhausen donnent leur consentement pour la vente de certains de leurs biens de Montignez à l'abbaye de Bellelay (Suisse).
Au XIVe siècle, le fief avait pour maîtres les puissants seigneurs de Lichtenberg. Ils s'en défirent en 1367 au profit de la famille de Rathsamhausen qui devait en rester propriétaire jusqu'à la Révolution. 
Les religieux d'Ebersmunster perdirent leurs droits sur Muttersholtz, mais n'en conservèrent pas moins, pendant plusieurs siècles, le patronage de l'église paroissiale. Celle-ci, de fondation très ancienne, existait déjà en 1031. 
Les 2 annexes d'Ehnwihr et de Rathsamhausen ont toujours partagé les destinées du village, mais ne conservent que peu de vestiges des châteaux que les Seigneurs du lieu y avaient fait construire. 
La famille de Rathsamhausen, dont le château était situé à Ehnwihr, appartenait à la petite noblesse régionale. Afin de protéger au mieux ses intérêts face aux grandes puissances féodales, cette dernière devait s'associer en 1547 sous le nom de "Chevalerie d'Empire réunie". La plaine alsacienne était en effet morcelée en petites seigneuries, de dimensions parfois très modestes, mais qui demeuraient fort soucieuses de leur prérogatives. 
Les Rathsamhausen optèrent au XVIe siècle pour la Réforme, entraînant avec eux la Communauté de Muttersholtz qui, selon le principe "cujus regio, ejus religio" établi par la paix d'Augsbourg, dut se conformer au choix de ses maîtres.

### AuXIVesiècle, la famille se divise en cinq branches

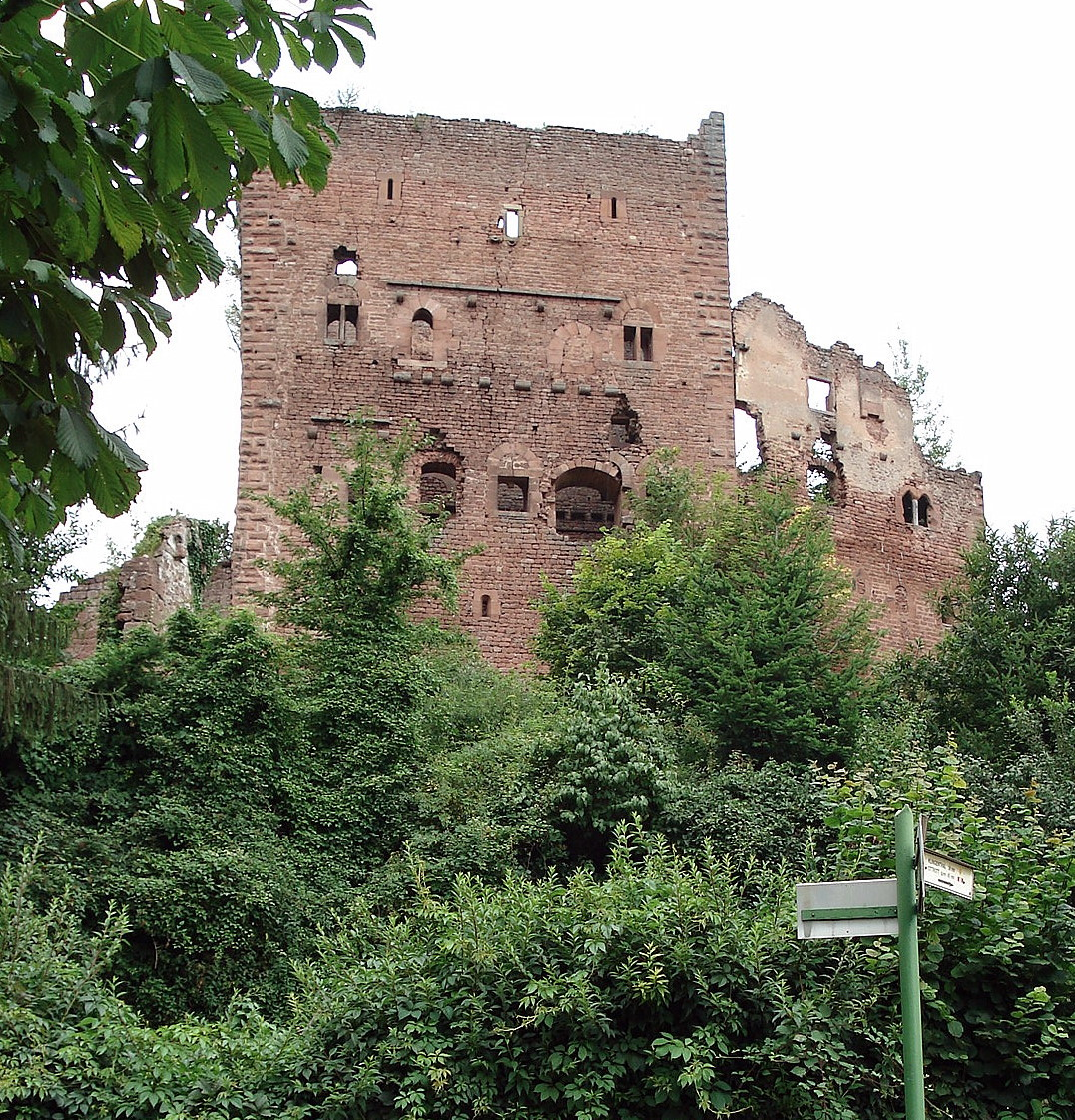
Château ruiné de Rathsamhausen, sur les hauteurs dominant le village d'Ottrott.

La résidence primitive était située à Ratzenhusen, devenue ensuite Rathsamhausen, un hameau près de Sélestat. La famille se divisa en plusieurs branches, dont celle des Rathsamhausen-la-Roche (zum Stein), qui possédait la seigneurie de ce nom dans la vallée supérieure de la Bruche et au XIIIe siècle une partie du village de Benfeld. En 1466 le village et le château de Westhausen passent aux mains des Rathsamhausen zum Stein. Au XIVe siècle, cette famille comptait cinq branches, qui, pour se distinguer adoptèrent, des noms différents. La branche des Rathsamhausen d'Ehenweyer possédait, entre autres, les deux châteaux d'Ehenweyer et de Rathsamhausen, près de Muttersholtz. Il existait d'autres familles : les Rathsamhausen zum Stein, seigneurs du Ban de la Roche, les Rathsamhausen de Kintzheim, les Rathsamhausen de Dicke et les Rathsamhausen de Triberg, qui habitaient sur la rive droite du Rhin.
Dès 1267, les Rathsamhausen possédaient le château de Kintzheim. En 1286, une partie de ce village fut accordée à Hartmann et Egilophe de Rathsamhausen par l'empereur Rodolphe Ier, moyennant 150 marcs d'argent. En 1299, le domaine s'enrichit d'une ferme à Kintzheim, cédée en fief par l'abbaye de Senones.
En 1338, la ville de Sélestat reçut de Louis de Bavière la plus grande partie du village de Kintzheim ; les Rathsamhausen vendirent alors leurs droits à cette ville et ne conservèrent plus que le château. En 1387, le château appartenait à Hartung de Rathsamhausen. Il avait un frère, Cunon, qui, en 1402, acheta le village de Bartenheim. Hartung était le père de Jean, qui, en 1419, fut investi du fief de Thanvillé. Cette seigneurie resta dans la famille durant 60 ans et n'en sortit qu'en 1481.
Les autres branches disparurent également les unes après les autres : les Stein s'éteignirent au commencement du XVIIIe siècle, les Ehenweyer, derniers représentants de cette noble famille, disparurent bientôt aussi du sol de l'Alsace.

### Les Rathsamhausen de la Roche (zum Stein)
Les premiers documents qui concernent cette famille remontent à Bachelmus et Eberhardus de Racinhusen qui sont présentés comme témoins de la fondation du couvent de Saint-Jean, près de Sélestat en 1127. Un autre membre de cette famille noble, Frédéric de Rathsamhausen, trouva la mort en Asie Mineure où il avait accompagné Frédéric Barberousse en 1190. Dès 1246, on rencontre un seigneur de Rathsamhausen au service de l'évêque de Strasbourg, tandis qu'en 1262 un autre participait aux côtés de l'évêque à la bataille de Hausbergen. Le château familial de cette famille noble se dressait à l'est de Sélestat, là où se trouve aujourd'hui le village même de Rathsamhausen.
Les Rathsamhausen zum Stein possèdent au XIIIe siècle une partie du village de Benfeld. En 1466, le village et le château de Westhouse sont aux mains des Rathsamhausem zum Stein. Au début du XVe siècle, ils acquirent l'un des deux châteaux d'Ottrott.
La famille se divisa alors en plusieurs branches, l'une des plus importantes portant le nom « de la Roche » ou zum Stein, d'après le château de la Roche situé au-dessus de Bellefosse, dont l'origine n'est pas claire mais qui aurait été construit au XIIIe siècle par les Rathsamhausen.
Entre 1127 et 1227, on trouve une famille de Lapide ou de Rupe (du latin lapis = pierre - rupes = rocher), qui cependant ne réside pas au château de Bellefosse mais au château de Dreistein. Cette branche familiale aurait donc construit le château dont elle prit le nom. Cette lignée s'est éteinte en 1690 avec la mort de Georg Gottfried de Rathsamhausen, celui-ci n'ayant pas d'héritier mâle.

### Les Rathsamhausen deKintzheimet deKaysersbergchargés de défendre les biens duprieuré de Lièpvre

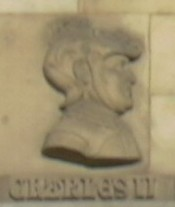
Effigie de Charles II, se trouvant sur la Porte de le Craffe, à Nancy.

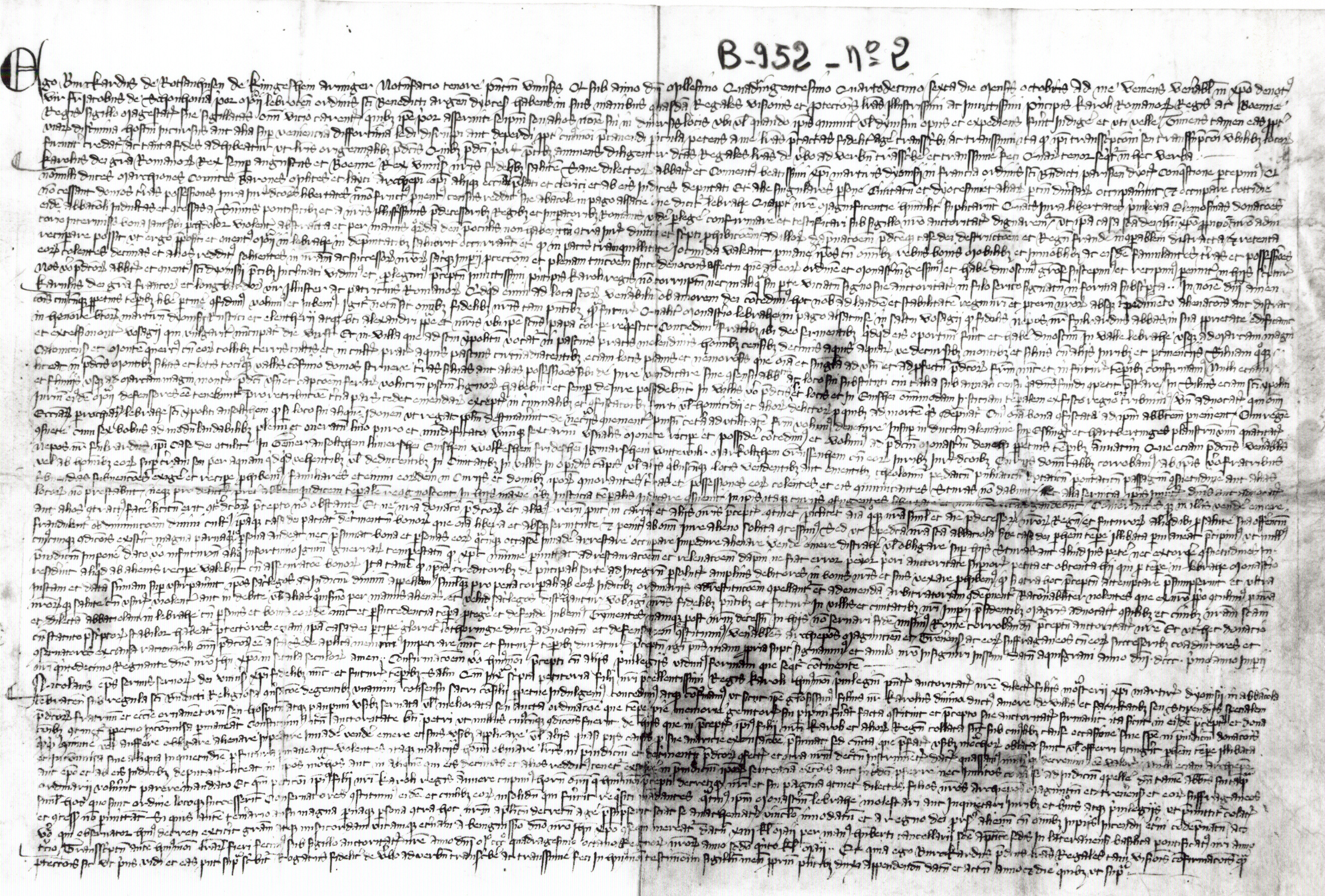
Vidimus de Burchard de Rathsamhausen de Kunigesheim (Kintzheim) de l'année 1444 en faveur du prieuré de Lièpvre confirmant le diplôme de Charlemagne de 801, de l'empereur Charles IV(1348) et de la bulle du Pape Nicolas Ier. Copie partielle originale sur parchemin - AMM B-952,no 2

En 1407, le duc de Lorraine Charles II cède pour 20 ans la ville de Saint-Hippolyte à Adèle de Rathsamhausen, et après elle à Jean de Rathsamhausen de Kintzheim qui devint vassal des ducs de Lorraine. En 1419, le jeudi après la Sainte-Lucie, Jean de Rathsamhausen de Kintzheim reçut du duc de Lorraine Charles II le village de Thanvillé . Après lui Thanvillé passa à Jacques de Rathsamhausen. Comme vassal du duc de Lorraine ce dernier plaida sa cause auprès du duc Jean pour l'aider dans sa guerre contre le maréchal de Bourgogne qui envahissait ses terres. Les lorrains furent victorieux et Jacques reçut en 1469 une indemnité pour "les services rendus et les pertes qu'il a eu à subir dans cette guerre" . Pendant que Jacques de Rathsamhausen guerroya en compagnie du duc de Lorraine, les Rathsamhausen de Stein en profitèrent pour envahir son domaine. Conrad de Horberg, seigneur badois et époux d'Agnès de Rathsamhausen était en contestation avec le duc de Lorraine. Celui-ci s'apercevant que ses doléances ne trouvèrent pas d'échos auprès du duc délégua en 1455 ses pouvoirs à son beau-frère, Thierry Zum Stein en froid avec le duc de Lorraine . Il se mit à empiéter les terres lorraines. La région de Saint-Dié dut subir des dégâts importants de la part des hommes du Sire de Rathsamhausen Zum Stein.Le gouverneur de Saint-Dié protesta en 1463 énergiquement auprès des Rathsamhausen Zum Stein et s'en plaignit au duc de Lorraine. Mais le duc Jean trop préoccupé, car il avait d'autres ennemis à combattre ne fut pas en état de riposter. Ce ne fut qu'en 1471, que le duc de Lorraine décida d'exercer des représailles contre les Rathsamhausen. Le comte de Salm, régent du duc de Lorraine fit assiéger le château de Stein pour reprendre tout le butin que les Rathsamhausen avaient amassés aux dépens de leurs voisins. Les troupes lorraines firent raser le château de Stein en 1471 et rentrèrent chez eux chargés de butin.
Par la suite la branche des Rathsamhausen de Kintzheim se porta protecteur des moines de Lièpvre et de leurs biens. Au XVe siècle, on trouve un certain Burchard de Rathsamhausen de Kintzheim, protecteur du prieuré de Lièpvre, de même qu'en 1473, Henri de Rathsamhausen, chevalier châtelain de Kaysersberg. Ce dernier eut à régler un différend entre Antoine Rapp, prieur de Lièpvre et Jean Martin, châtelain de Zuckmantel, au sujet de dîmes que ce dernier s'était appropriées. Maurice, le dernier des Rathsamhausen de Kintzheim mourut en 1481.

## Armoiries
Cette famille noble portait dans ses armoiries d'argent - ou d'or, selon la branche - à la fasce de sinople, à la bordure de gueules, tirait son nom d'un hameau non loin de Schlestadt (Sélestat) appelé Ratzenhusen. Ce village ainsi que le château qui s'y trouvait, fut le berceau de cette famille dont l'origine remonte au XIIIe siècle.